# Sudán del Sur en los Juegos Olímpicos de Tokio 2020
Sudán del Sur estuvo representado en los Juegos Olímpicos de Tokio 2020 por dos deportistas, un hombre y una mujer, que compitieron en atletismo.
Los portadores de la bandera en la ceremonia de apertura fueron los atletas Abraham Guem y Lucia Moris. El equipo olímpico no obtuvo ninguna medalla en estos Juegos.